# Eijun Kiyokumo
Eijun Kiyokumo (jap. 清雲 栄純 Kiyokumo Eijun; ur. 11 września 1950) – japoński piłkarz, reprezentant kraju.

## Kariera klubowa
Od 1973 do 1982 roku występował w klubie Furukawa Electric.

## Kariera reprezentacyjna
W reprezentacji Japonii zadebiutował w 1974. W reprezentacji Japonii występował w latach 1974–1980. W sumie w reprezentacji wystąpił w 42 spotkaniach.

## Statystyki
| Reprezentacja Japonii | Reprezentacja Japonii | Reprezentacja Japonii |
| Rok                   | Mecze                 | Gole                  |
| --------------------- | --------------------- | --------------------- |
| 1974                  | 1                     | 0                     |
| 1975                  | 13                    | 0                     |
| 1976                  | 9                     | 0                     |
| 1977                  | 5                     | 0                     |
| 1978                  | 0                     | 0                     |
| 1979                  | 9                     | 0                     |
| 1980                  | 5                     | 0                     |
| Razem                 | 42                    | 0                     |